# Senso (novella)
Senso è una novella di Camillo Boito scritta nel 1883 e contenuta nella seconda raccolta di Storielle Vane dello stesso anno. La novella è uno degli esempi più celebri, insieme al romanzo Fosca di Iginio Ugo Tarchetti, della produzione letteraria del movimento della Scapigliatura, di cui Camillo Boito fu grande esponente assieme al fratello Arrigo. 
La novella è tornata in auge nella seconda metà del Novecento grazie alla trasposizione cinematografica del 1954 del regista Luchino Visconti. Nel 2001 esce la trasposizione cinematografica della novella in chiave erotica: Senso '45, con la regia di Tinto Brass.

## Trama
(Camillo Boito, Senso)
La contessa Livia, nobildonna di trentanove anni sposata con un conte ormai anziano e molto più vecchio di lei, decide di scrivere in un piccolo diario i fatti che ha vissuto in prima persona sedici anni prima tra Venezia, città nella quale si trovava in viaggio di nozze col marito, e Verona. In particolare, ciò che decide di scrivere è un piccolo scartafaccio, una serie di memorie che la contessa promette di bruciare al termine della stesura.
Fin dall'introduzione sopra descritta, la contessa Livia ama descrivere se stessa come una donna di bell'aspetto, che nonostante l'età ormai non più giovane (al tempo della stesura dello scartafaccio ha infatti trentanove anni) è ancora fiera del suo aspetto fisico e ama definirsi un'abile seduttrice. Si tratta dunque di caratteristiche fondamentali per comprendere ciò che viene raccontato in seguito, ossia la sua travagliata storia d'amore avuta sedici anni prima.
La contessa Livia inizia quindi a raccontare di quando si trovava nel capoluogo veneto col marito, un nobile austro-italiano convinto antipiemontese, in occasione del loro viaggio di nozze. Iniziando a frequentare gli ambienti di questa città, viene indirettamente a contatto con i timori per lo scoppio dell'imminente guerra tra l'Impero Asburgico e l'Italia, ma soprattutto conosce un giovane tenente austriaco, Remigio Ruz, uomo di bell'aspetto ma dal carattere cinico e dissoluto, del quale Livia s'innamora. Trascurando ogni interesse per il vecchio marito, che Livia dice di avere sposato soltanto per mero interesse economico e sociale, i due iniziano una relazione segreta dopo essersi incontrati in un bagno termale veneziano. Fin dall'inizio si capisce che i due condividono diversi tratti caratteriali, a partire dalla dissolutezza morale e dal cinismo quasi assoluto.
La relazione diventa per Livia sempre più ossessiva e maniacale, e il tenente Remigio ne approfitta chiedendole costantemente ingenti somme di denaro senza darne spiegazione. La contessa viene sopraffatta dalla gelosia e dai dubbi per queste continue richieste di denaro, ma riesce a contenersi grazie alla focosa passione amorosa che la pervade. Ogni contatto tra i due amanti viene sempre più ostacolato dall'imminente guerra d'indipendenza, che inevitabilmente dovrà coinvolgere il tenente Remigio a fianco delle truppe austriache. 
Allo scoppio del conflitto, Remigio chiede una somma di denaro piuttosto ingente alla contessa Livia, al punto che lei è inizialmente costretta a rifiutare la richiesta dell'amante. Ciononostante, la contessa decide poi di aiutare il tenente donandogli gran parte dei suoi gioielli più preziosi, che Remigio potrà impegnare in cambio di denaro. Questa volta, il giovane austriaco confessa il motivo della richiesta: per evitare di combattere in guerra ha infatti l'intenzione di corrompere alcuni medici per ottenere un congedo permanente per tutta la durata del conflitto. 
Remigio parte per Verona, città in cui dovrà vivere da finto malato, ma in cui in realtà si dà all'alcool e alle prostitute nell'abitazione in cui è in congedo. La contessa Livia, affranta dalla partenza del tenente, comincia ad avere dei sospetti nei confronti dell'amante: dallo scoppio della guerra ella aveva ricevuto da lui solamente una lettera, in cui comunica l'indirizzo della sua nuova abitazione a Verona, assieme ad alcune notizie in merito al suo tentativo riuscito di corrompere i medici per non combattere. Nonostante Livia tenti continuamente di contattarlo dopo questa lettera, ella non riceve alcun tipo di comunicazione, segno che qualcosa dev'essere accaduto all'amante.
Dopo avere ricevuto alcune voci in merito a una possibile presa di Verona da parte del Regno d'Italia, Livia costringe il suo cocchiere a portarla a Verona in carrozza a cavallo, nonostante il lungo tragitto previsto. Arrivata a Verona, la contessa riesce a rintracciare l'abitazione dell'amante e ad entrarvi all'insaputa di Remigio; nell'anticamera sente delle voci dal salotto e capisce che Remigio vive con un'altra donna, che si trova seduta con lui su un canapè. Dopo avere segretamente ascoltato la conversazione tra Remigio e la concubina, nel corso della quale il tenente denigra la stessa Livia descrivendola come donna meno bella della prostituta, la contessa perde la testa:
(Camillo Boito, Senso)
In preda alla rabbia, Livia decide dunque di vendicarsi dell'amante e lo denuncia alle autorità militari austriache. Giunta nell'ufficio del generale Hauptmann, la contessa fa leggere l'unica lettera che Remigio le aveva inviato da Verona, in cui egli descrive il suo riuscito tentativo di corrompere i medici austriaci. Il generale rimane sbigottito e indignato di fronte al gesto della contessa: nonostante egli le faccia notare che quello che sta compiendo è una delazione e un assassinio, la contessa implora il generale di punire il giovane tenente, che viene dunque condannato a morte per fucilazione.
La novella termina dunque con la cruda immagine di Livia che assiste compiaciuta alla fucilazione dell'amante, fiera del "difficile dovere compiuto", ossia della denuncia del tenente Remigio.

## Analisi
La lunga novella di Boito risulta estremamente peculiare nel panorama letterario italiano della seconda metà dell'Ottocento. In essa infatti sono facilmente rintracciabili le influenze del movimento della Scapigliatura, erede italiano dei principi generali del Simbolismo e Decadentismo europeo della Bohème francese, ma non mancano certe influenze tipiche del Verismo italiano di quel periodo.
In particolare, ciò che più si può ricollegare a quanto appena descritto è proprio la figura della contessa Livia. Si tratta infatti di una donna ammaliante, un'abile seduttrice che fa del suo aspetto fisico il mezzo per governare la propria vita, ma risulta completamente priva di principi morali cui fare riferimento. La figura di Livia è pervasa da una continua ricerca di passione e desiderio prettamente carnale, da una costante inquietudine che può essere annullata soltanto in presenza dell'amato Remigio, col quale condivide pressoché ogni tratto caratteriale: un grande cinismo e una grande mancanza di empatia e compassione. 
Livia è dunque il perfetto esempio di una ottocentesca femme fatale che viene spinta dalle vulcaniche passioni amorose nei confronti di un uomo che, alla fine della novella, riesce ad annientare senza alcuna pietà. Se nella prima parte del racconto il lettore potrebbe ravvisare dei tratti di stereotipato romanticismo e melodramma nel personaggio della contessa governata dal desiderio illecito e segreto, ogni dubbio del genere viene risolto proprio alla fine, in cui il personaggio viene mostrato in tutta la sua vuotezza spirituale e morale. Per questo motivo, la novella è stata accostata dalla critica al Verismo, che proprio in quegli anni stava raggiungendo il suo massimo sviluppo con l'opera di Giovanni Verga.